# Arvada (Kolorado)
Arvada – miasto w Stanach Zjednoczonych, w stanie Kolorado, w hrabstwie Jefferson. Niewielka część miasta znajduje się w hrabstwie Adams. Według spisu w 2020 roku liczy 124,4 tys. mieszkańców i jest siódmym co do wielkości miastem stanu Kolorado. Jest częścią obszaru metropolitalnego Denver.

## Współpraca
Miejscowości partnerskie:
- Jinzhou, Chińska Republika Ludowa[2]
- Kyzyłorda, Kazachstan
- Mechelen, Belgia